# Marie-Georges Demange
Pour les articles homonymes, voir Demange.
Marie Georges Demange est un officier de l'Armée française, né le 9 février 1860 et décédé le 23 avril 1941. Il a participé à la Première Guerre mondiale, la terminant général de division.
Il fut élève de l’École d'application de l'artillerie en 1882.
Auteur en 1912 de ce que Guy Pedroncini a appelé le « contre-plan Demange », «  Le Général Demange écarte comme Grouard l’idée d’une offensive initiale au profit d’une phase d’expectative, suivie d’une controffensive vigoureuse utilisant toutes les forces disponibles. La manœuvre prévue manque certes d’envergure au regard de ce que sera l’ampleur de l’offensive allemande, du moins constitue-t-elle une réponse appropriée dans son principe. »
Ces idées défensives déplaisaient à Joffre qui était pour l'offensive. Toujours selon Pedroncini, « s’il eût fait sien cette stratégie, Joffre aurait gagné un temps précieux et limité l’invasion, puisque des forces importantes analogues à celles qu’il avait dû transporter de l’est vers l’ouest eussent été en place contre l’aile droite allemande ».
D'abord chef d'état-major de la 1re armée française lors de la mobilisation d'août 1914, il est rapidement remplacé le 17 septembre 1914 par le général Augustin Dubail et prend le commandement de la 25e division d'infanterie. Commandant de la région fortifiée de Belfort en 1915, il passe commandant du 13e corps d'armée le 6 octobre 1916 et à nouveau remplacé le 19 mars 1917 et mise en disponibilité le 22 juin 1917. 

« Caractère un peu difficile, le général Demange qui commandait le 13ème C. A., a été relevé de cet emploi par le général Franchey d’Espery, à l’époque du recul en Picardie, sous prétexte qu’il avait mis trop de prudence à suivre l’adversaire en retraite. Pour lui donner une occupation le général en chef lui confie l’inspection des travaux de fortification du groupe des armées de l’Est. »

— Journal du général Edmond Buat.
Il est ensuite nommé adjoint du général Pierre Roques, l'inspecteur général des travaux et organisations aux Armées à partir du 27 juin 1917.

« Très ardent et très perspicace, connaissant toutes les questions militaires pour les avoir étudiées sous toutes leurs formes et pratiquées à divers échelons, le général Demange est un collaborateur éminemment précieux doué d’une forte personnalité il mériterait d’agir lui-même au lieu d’être réduit à inspecter les actes d’autrui. »

— note du Général Roques, inspecteur général des travaux et organisations aux Armées, 25 décembre 1917.
Il est nommé le 13 septembre 1920 inspecteur général de l'artillerie avec rang de commandant de corps d'armée.
En décembre 1932, sous le pseudonyme HYXE, il achève un mémoire dactylographié de 187 pages, malheureusement non publié, intitulé Le vainqueur c’est le Poilu ! Coup d’œil d’ensemble sur la Grande Guerre 1914-18, dédicacé « au brave peuple de France », sur une guerre gagnée grâce aux combattants malgré selon lui les erreurs du haut commandement.

« Si les textes critiques ne sont pas rares à l'époque, l'analyse [du général Demange] est sévère sans être agressive. Par rapport à la  littérature des années 1925-1935, elle est originale sur divers points, notamment l'identification de la faiblesse française en ce qui concerne la conduite du combat des grandes unités, ou la relativisation de la victoire de la Marne. »

— Pierre-Yves Hénin – mail du 15 février 2016.